# Sid Ali Aït-Ameur
Sid Ali Aït-Ameur est un footballeur international algérien né le 3 juin 1960 et mort le 3 août 2021. Il évoluait au poste de défenseur central.

## Biographie
Il participe à la Coupe de monde des moins de 20 ans 1979 organisée au Japon avec l'équipe d'Algérie U-20, après avoir été sacré champion d'Afrique junior.